# Cum ordinem vestrum omnipotens Deus
Cum ordinem vestrum omnipotens Deus е папска була на римския папа Александър IV, издадена в италианския град Анани, на11 август 1259 г., с която папата предлага да се създаде отличително облекло на рицарския орден на хоспиталиерите.
С булата папата препоръчва на Великия магистър и братята на Ордена на хоспиталиерите на Свети Йоан от Йерусалим, доколкото между братята от ордена няма никакво различие в облеклото между рицарите и останалите членове, да се установи с единодушие и впоследствие да се следи сред братята, рицарите да носят черен плащ, за да се отличават от останалите ордени, а по време на война и в сражения да носят къси туники над бронята и гербове в червен цвят, на които да е изобразен бял кръст по подобие на знамето на ордена.